# The Trouble with the Truth
| Оценки критиков      | Оценки критиков |
| Источник             | Оценка          |
| -------------------- | --------------- |
| AllMusic             | [ 1 ]           |
| Chicago Tribune      | [ 2 ]           |
| Entertainment Weekly | B+              |
| Los Angeles Times    | [ 4 ]           |
| Billboard            | Favorable       |

The Trouble with the Truth — восьмой студийный альбом американской кантри-певицы и автора-исполнителя Патти Лавлесс, изданный 23 января 1996 года на студии Epic Records. Платиновая сертификация за 1 млн копий в США. Два сингла с этого альбома — «Lonely Too Long» и «You Can Feel Bad» достигли позиции № 1 в кантри-чарте Hot Country Songs.

## История
Альбом вышел 23 января 1996 года на студии Epic. Он не достиг высоких позиций в чартах (лишь № 10 в Billboard Top Country Albums). Однако получил положительные отзывы музыкальных критиков и интернет-изданий: Allmusic, Chicago Tribune, Entertainment Weekly, Billboard.

## Список композиций
1. «Tear-Stained Letter» (Richard Thompson) — 3:28
2. «The Trouble with the Truth» (Gary Nicholson) — 4:21
3. «I Miss Who I Was (With You)» (Jim Lauderdale, John Leventhal) — 3:19
4. «Everybody’s Equal in the Eyes of Love» (Tony Arata) — 3:27
5. «Lonely Too Long» (Mike Lawler, Bill Rice, Sharon Rice) — 4:38
6. «You Can Feel Bad» (Matraca Berg, Tim Krekel) — 3:24
7. «A Thousand Times a Day» (Gary Burr, Nicholson) — 3:31
8. «She Drew a Broken Heart» (Jon McElroy, Ned McElroy) — 2:52
9. «To Feel That Way at All» (Lauderdale, Jack Tempchin) — 3:47
10. «Someday I Will Lead the Parade» (Arata, Scott Miller) — 4:00

## Участники записи
Музыканты
- Tom Britt — электрогитара
- Kathy Burdick — бэк-вокал
- John Catchings — виолончель
- Jerry Douglas — добро, гитара (4)
- Dan Dugmore — гитара (6, 8)
- Stuart Duncan — народная скрипка, мандолина
- Paul Franklin — гитара
- Steve Gibson — акустическая гитара, электрогитара
- Vince Gill — бэк-вокал
- Горди Мл., Эмори — бас-гитара (10)
- другие

## Чарты

### Еженедельные чарты
| Чарт (1996)                        | Высшая позиция |
| ---------------------------------- | -------------- |
| США Billboard 200                  | 86             |
| США Billboard Top Country Albums   | 10             |
| Канада Canadian RPM Country Albums | 16             |